# علی‌اصغر خانی
علی‌اصغر خانی سیاستمدار اصولگرای ایرانی است. شعار وی «هوای تازه و تاکید بر خدمت صادقانه و شفافیت» بوده است، که در یازدهمین انتخابات مجلس شورای اسلامی با کسب ۳۴ هزار و ۸۳ رای، از حوزه انتخابیه شاهرود و میامی از استان سمنان، و با کسب ۳۳٪ از کل آرا در انتخابات پیروز شد. در دوازدهمین دوره انتخابات مجلس شورای اسلامی با کسب ۲۲ هزار و ۷۵۰ رأی درمقابل احمد عجم با ۳۵ هزار و ۸۴۵ رأی از رقابت بازماند. 